# Villy-Bocage
Villy-Bocage è un comune francese di 785 abitanti situato nel dipartimento del Calvados nella regione della Normandia.

## Società

### Evoluzione demografica
Abitanti censiti